# تلال الإمارات
تلال الإمارات هو حي يقع في إمارة دبي في الإمارات العربية المتحدة.

## نظرة عامة
تعد تلال الإمارات إلى حد كبير موطنًا لمجتمع الأعمال الثري في دبي. تم تصنيف المشروع على أنه تملك حر ومفتوح لأي شخص للشراء. ينتمي غالبية الملاك إلى عائلات ثرية في المنطقة، وقد تمت الإشارة إليه باعتباره أحد أكثر الأحياء تميزًا في دول مجلس التعاون الخليجي.
على الرغم من أن المطور، إعمار العقارية، كان رائدًا في فكرة التملك الحر في دبي، إلا أن هذا كان أول مشروع لشركة إعمار حيث تم بيع الأراضي لكل قدم مربع للأفراد لبناء منزل من اختيارهم. مع مرور الوقت، تم بيع جميع قطع الأراضي. وتعد تلال الإمارات أغلى مجمع فلل لشراء أو استئجار عقار في دبي، حيث يدفع المشترون ما يصل إلى 2,604 درهمًا إماراتيًا لكل قدم مربع.  
وكان من بين السكان الراحلة بينظير بوتو (على الرغم من أن عائلتها لا تزال تعيش هناك)؛ والمدير الإداري لشركة جيان الشرق الأوسط، محمد أيوب شيخ؛ وعبد الرحمن عبد العزيز، صاحب شركة ألفا للأنظمة الأمنية الذكية؛ وأصحاب مركز إذاعة الشرق الأوسط وبنك الحبيب.
تطل العقارات في تلال الإمارات على ممرات مونتغمري، وهو ملعب غولف مكون من 18 حفرة أنشأه المهندس المعماري ديزموند مويرهيد ولاعب الغولف كولين مونتغمري.
تلال الإمارات قريبة من مدرسة دبي البريطانية، وأكاديمية دبي الدولية، ومدرسة الإمارات الدولية، وحضانة ميدوز وتل الإمارات، وحضانة رافلز. ويقع هنا فندق فيدا تلال الإمارات بالقرب من ملعب الغولف. 